# Котельников, Геннадий Петрович
Генна́дий Петро́вич Коте́льников (род. 11 января 1949, с. Лещиново, Головинщинский район, Пензенская область) — советский и российский травматолог, ортопед, общественный и политический деятель, председатель Самарской губернской Думы (с 23 октября 2018 года). Член «Единой России».
Президент Самарского государственного медицинского университета (СамГМУ), ректор в 1998-2019 годах, председатель Совета ректоров Самарской области, заведующий кафедрой травматологии, ортопедии и экстремальной хирургии.
Доктор медицинских наук (1989), профессор (1991), академик РАМН (2005) и РАН (2013), лауреат Государственной премии России (1997), дважды лауреат премии Правительства России (1999, 2006), заслуженный деятель науки Российской Федерации (1999),

## Биография
Вся трудовая деятельность Г. П. Котельникова связана с государственным бюджетным образовательным учреждением высшего профессионального образования «Самарским государственным медицинским университетом» Министерства здравоохранения Российской Федерации (ГБОУ ВПО СамГМУ Минздрава России) (Куйбышевским медицинским институтом им. Д. И. Ульянова; Самарским государственным медицинским университетом), где он прошёл путь от студента и ординатора до заведующего кафедрой и ректора вуза.
Г. П. Котельников в 1972 году окончил Куйбышевский медицинский институт имени Д. И. Ульянова по специальности «Врач-лечебник», с 1972 по 1974 год обучался в клинической ординатуре, затем с 1974 по 1977 год обучался в аспирантуре. В 1983 году защитил кандидатскую, и в 1989 году докторскую («Комплексный клинико-диагностический подход к реабилитации больных с посттравматической нестабильностью коленного сустава») диссертации.
Работал ассистентом кафедры травматологии и ортопедии (1977—1984), доцентом, профессором кафедры травматологии, ортопедии и экстремальной хирургии Куйбышевского медицинского института имени Д. И. Ульянова (1985—1989). В этот же период в порядке внутреннего совместительства работал председателем студенческого профкома и секретарем комитета ВЛКСМ и КПСС института, деканом лечебного факультета. С 1989 по 1998 годы работал проректором по учебной и воспитательной работе, с 1998 до 2019 года — ректор Самарского государственного медицинского университета. Последнее избрание его на эту должность состоялось 23 мая 2013 года.

## Научная деятельность
Ученик академика РАН А. Ф. Краснова.
Основные направления научных исследований академика Г. П. Котельникова:
- в травматологии и ортопедии — совершенствование методов диагностики и лечения деструктивно-дистрофических заболеваний опорно-двигательной системы, оптимизация диагностических и лечебных мероприятий при посттравматической нестабильности суставов, разработка проблемы сухожильно-мышечной пластики в травматологии и ортопедии, развитие концепции травматической болезни, исследования по применению гравитационной терапии в травматологии и хирургии, изучение остеопороза, развитие методов системного анализа, математического моделирования и доказательности в медицине;
- в области организации здравоохранения — совершенствование методологических подходов в подготовке медицинских кадров.

Под его научным руководством сформировалась школа научно-педагогических кадров из 73 учеников, среди которых 23 доктора наук, многие из них работают профессорами, доцентами в СамГМУ и других вузах России, являются руководителями медицинских организаций Самарской области и других регионов.

## Санкции
6 марта 2022 года после вторжения России на Украину подписал письмо в поддержу российской агрессии. С 9 июня 2022 года находится под персональными санкциями Украины за поддержку войны. Также был внесён ФБК в список коррупционеров и разжигателей войны за поддержку нападения на Украину, 16 марта 2022 года форумом свободной России внесён в «Список Путина» и доклад «поджигателей войны» с предложением введения против него международных санкций.

## Труды[источникне указан 1030 дней]
Академик Г. П. Котельников — автор 794 научных трудов, в числе которых 21 монографии, 11 учебников для студентов и последипломной подготовки врачей, 12 руководств для врачей и студентов, является соавтором Национальных руководств для врачей «Травматология» и «Ортопедия», 17 монотематических сборников научных работ, 16 учебных пособий и 15 методических рекомендаций, 103 изобретений.

## Публичная деятельность[источникне указан 1030 дней]
- Вице-президент ассоциации травматологов-ортопедов Российской Федерации (с 1991 по н.в.)
- Член экспертного Совета высшей аттестационной комиссии Министерства образования и науки Российской Федерации (1998—2013)
- Председатель Совета ректоров вузов Самарской области (с 1999 по н.в.)
- Член Правления Российского Союза ректоров (2002—2014)
- Заместитель председателя Комиссии по индустрии здоровья Российского союза промышленников и предпринимателей (2007—2012)
- Председатель Совета ректоров медицинских и фармацевтических вузов России (2007—2014)
- Член Межведомственного Совета по присуждению премий Правительства Российской Федерации в области науки и техники (с 2008 по н.в.)
- Председатель Комиссии по здравоохранению, социальному развитию, демографии, здоровому образу жизни и спорту Общественной палаты Самарской области (2008—2011)
- Председатель Комитета по образованию и науке Самарской Губернской Думы (с 2011 по н.в.)
- Член Экспертного Совета по высшему и послевузовскому образованию Комитета Государственной Думы по образованию (с 2011 по н.в.)
- Член Высшего совета Всероссийской политической партии «Единая Россия» (с 2012 по н.в.)
- Член Коллегии Минздрава России (с 2012 по н.в.)
- Член Президиума Научного Совета Минздрава России (с 2013 по н.в.)
- Член Координационного совета по развитию непрерывного медицинского и фармацевтического образования Минздрава России (с 2013 по н.в.)
- Член экспертного совета Российского Научного Фонда (Секция фундаментальных исследований для медицины) (2013—2014)
- Заместитель Председателя Совета ректоров медицинских и фармацевтических вузов России (с 2014 по н.в.)
- Председатель отделения Центральной аттестационной комиссии Минздрава России в Приволжском федеральном округе (с 2013 по н.в.)
- Член Совета Российского Союза ректоров (с 2014 по н.в.)
- Член Координационного совета учебно-методических объединений в области здравоохранения и медицинских наук Министерства образования и науки Российской Федерации (с 2014 по н.в.)
- Член Совета при Минздраве России по обеспечению перехода к проведению аккредитации специалиста (с 2014 по н.в.)
- Заместитель главного редактора российского журнала «Анналы травматологии и ортопедии»
- Заместитель главного редактора журнала «Травматология и ортопедия России» (до 2017)
- Депутат Самарской Губернской думы (с 27 сентября 2016 по н.в.)

## Награды и звания
- Орден «За заслуги перед Отечеством» III степени (2024)  — за большой вклад в развитие науки и многолетнюю плодотворную деятельность[7]
- Орден «За заслуги перед Отечеством» IV степени (2008) — за большой вклад в развитие медицинской науки и здравоохранения, подготовку высококвалифицированных специалистов[источник не указан 1030 дней]
- Орден Почёта (2004) — за большой вклад в развитие отечественной науки и подготовку квалифицированных научных кадров[источник не указан 1030 дней]
- Орден Дружбы (1996) — за большой вклад в укрепление дружбы и сотрудничества наций и народностей, укрепление дружественных отношений между государствами
- Орден Салавата Юлаева (2025, Башкортостан, Россия)[8]
- Знак отличия «За наставничество» (15 марта 2018 года) — за заслуги в профессиональном становлении молодых специалистов и активную наставническую деятельность[9]
- Заслуженный деятель науки Российской Федерации (1999) — за заслуги в научной деятельности[источник не указан 1030 дней]
- Благодарность Президента РФ — За самоотверженное служение Отечеству (2002)[источник не указан 1030 дней]
- Благодарность Президента РФ — За активное участие в избирательной кампании по выборам Президента Российской Федерации (2004)[источник не указан 1030 дней]
- Государственная премия Российской Федерации 1997 года в области науки и техники — за разработку сухожильно-мышечной пластики — нового научно-практического направления в системе реабилитации ортопедотравматологических больных (указ Президента Российской Федерации от 10.06.1997 № 1080)
- Премия Правительства Российской Федерации 1999 года в области образования — за разработку и внедрение в практику системы подготовки врача общей практики (семейного врача) для медицинских высших учебных заведений (постановление Правительства Российской Федерации от 25.08.2000 № 627)
- Премия Правительства Российской Федерации 2006 года в области науки и техники — за разработку нового научного направления — гравитационной терапии и внедрение её в практику (постановление Правительства Российской Федерации от 22.02.2007 № 121)
- Премия Правительства Российской Федерации в области науки и техники (2024) — за разработку и внедрение персонифицированного подхода к эндопротезированию для замещения сложнопрофильных пострезекционных и посттравматических дефектов опорно-двигательной системы[10]
- Медаль Министерства здравоохранения Российской Федерации «За заслуги перед отечественным здравоохранением» (2014)
- Медаль Министерства обороны Российской Федерации «За укрепление боевого содружества» — За заслуги в укреплении боевого содружества и военного сотрудничества (2002)
- Медаль Федеральной службы Российской Федерации по контролю за оборотом наркотиков «За содействие органам наркоконтроля» — За содействие органам наркоконтроля в решении возложенных на них задач (2013)
- Национальная премия лучшим врачам России «Призвание» в номинации «За создание нового направления в медицине» (2006) — за создание  гравитационной медицины и разработку принципиально новых подходов к лечению травм.
- Лауреат Первой премии РАМН, Межведомственного научного совета РАМН, Минздрава России и медали РАМН «За научную работу. Геронтология. Гериатрия» — За прикладные научно-практические достижения в области гериатрии и геронтологии — цикл работ «Научная разработка и внедрение в практику новой комплексной системы медико-социальной геронтологической помощи в Самарской области» (1999)
- Лауреат премии Фонда академика Г. А. Илизарова в сфере науки и техники — за монографию «Остеосинтез стержневыми и спицестержневыми аппаратами внешней фиксации» (2002)
- Медаль Н. Н. Приорова «За вклад в развитие травматологии и ортопедии» (2005)
- Почётный знак Губернатора Самарской области «За труд во благо земли Самарской» — за значительный вклад в развитие медицинских наук, подготовку высококвалифицированных кадров для здравоохранения Самарской области, разработку и внедрение новых направлений и методов лечения больных (2005)
- Знак отличия «За заслуги перед Самарской областью» — за значительный вклад в подготовку врачебных и научных кадров, развитие медицинских наук, заслуги в здравоохранении Самарской области (2009)
- Звание «Почетный гражданин Самарской области» — за выдающийся вклад в развитие здравоохранения Самарской области, плодотворную деятельность, способствующую повышению известности и авторитета Самарской области в Российской Федерации и за рубежом (2013)
- Почётный знак Губернатора Пензенской области «Во славу земли Пензенской» — за значительный вклад в развитие медицинских наук, подготовку высококвалифицированных кадров для здравоохранения Пензенской области, разработку и внедрение новых направлений и методов лечения больных (2003)
- Почётное звание «Заслуженный деятель науки Республики Ингушетия» (2006)
- Орден Русской Православной церкви Преподобного Сергия Радонежского III степени — за плодотворные труды по укреплению мира и дружбы между народами (2004)
- Лауреат губернской премии в области науки и техники за 2004 год — за монографию «Травматическая болезнь»
- Лауреат премии Губернатора Самарской области «За выдающиеся заслуги в решении медико-биологических проблем» за 2006 год
- Почётный доктор Национального медико-хирургического Центра им. Н. И. Пирогова (2014)
- Член Коллегии и Президиума Научного совета Министерства здравоохранения Российской Федерации,
- Вице-президент ассоциации травматологов-ортопедов России,
- Главный травматолог-ортопед министерства здравоохранения Самарской области,
- Член Совета Российского Союза ректоров,
- Член Высшего совета Всероссийской политической партии «Единая Россия».